# Clistopyga sauberi
Clistopyga sauberi là một loài tò vò trong họ Ichneumonidae.